# Фундоая (Бакеу)
Фундоая (рум. Fundoaia) — село у повіті Бакеу в Румунії. Входить до складу комуни Хуруєшть.
Село розташоване на відстані 224 км на північ від Бухареста, 36 км на південний схід від Бакеу, 99 км на південь від Ясс, 116 км на північний захід від Галаца, 142 км на північний схід від Брашова.

## Населення
За даними перепису населення 2002 року у селі проживали 560 осіб, усі — румуни. Усі жителі села рідною мовою назвали румунську.